# سيدي قاسم حروش (سيدي عزوز)
سيدي قاسم حروش هي إحدى مشيخات المملكة المغربية، تتبع جغرافيا لإقليم سيدي قاسم وإداريًا لسيدي عزوز. يقدر عدد سكانها بـ 3418 نسمة حسب الإحصاء الرسمي للسكان والسكنى لسنة 2004.